# Pont pédestre de Coaticook

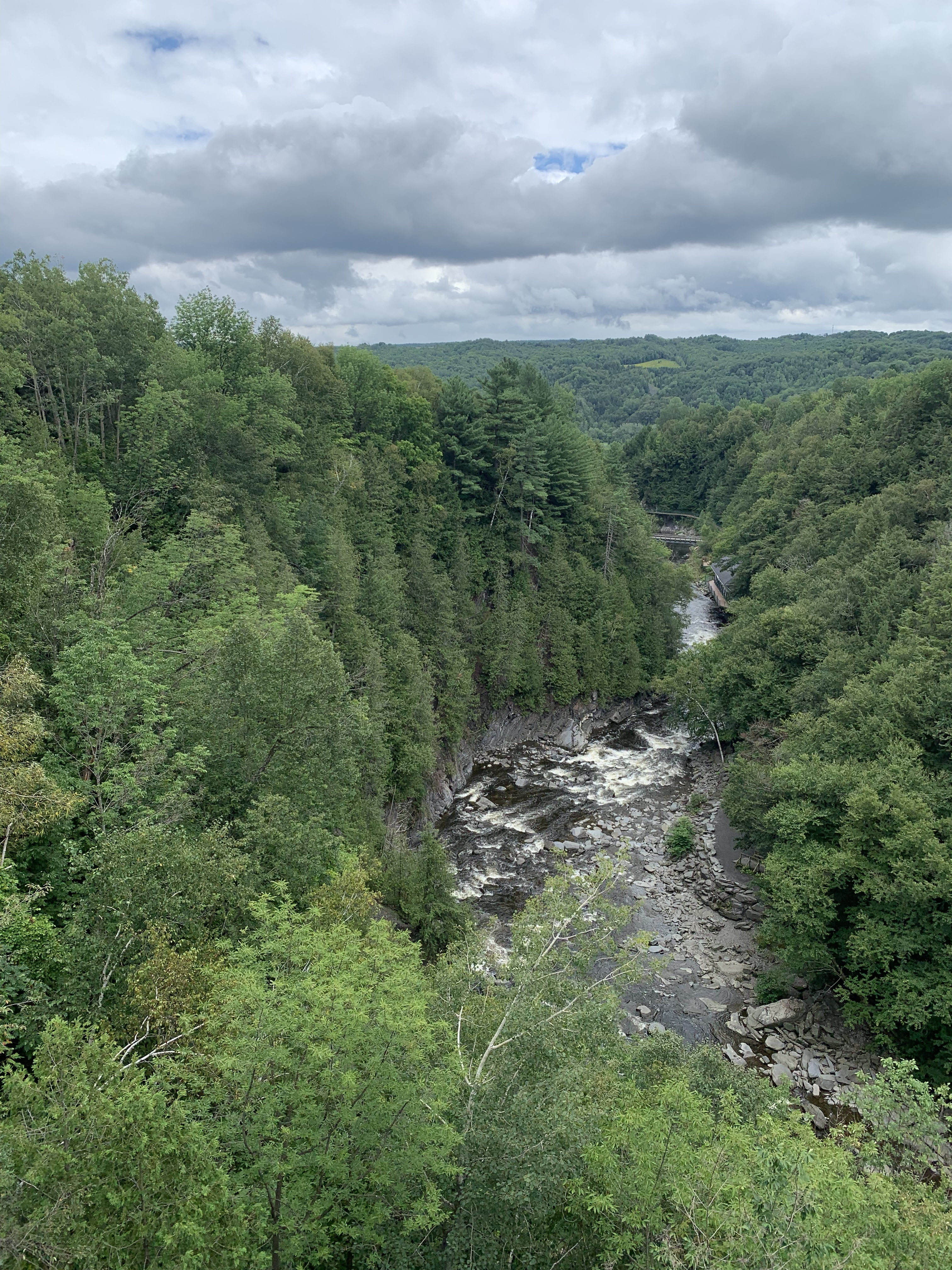
Rivière Coaticook vue du Pont pédestre de Coaticook

Le Pont pédestre de Coaticook (aussi appelé pont de la Gorge), situé à Coaticook au Québec, est une passerelle suspendue mesurant 169 mètres (554 pieds) de long, c'est la principale attraction du Parc de la Gorge de Coaticook. En 2004, il a reçu plus de 65 000 visiteurs.